# E65 (Sverige)
E65 är en 58 kilometer lång stamväg i Sverige som ingår i Europaväg 65. Den går mellan Malmö och Ystad och är, förutom dess främsta betydelse som regional väg (inklusive huvuddelen av sträckan mellan Malmö och Malmö-Sturups flygplats) och som transportled till och från hamnen i Ystad, även en viktig del av Danmarks infrastruktur då den är en del av den snabbaste vägen för motorfordon mellan Bornholm och resten av Danmark.

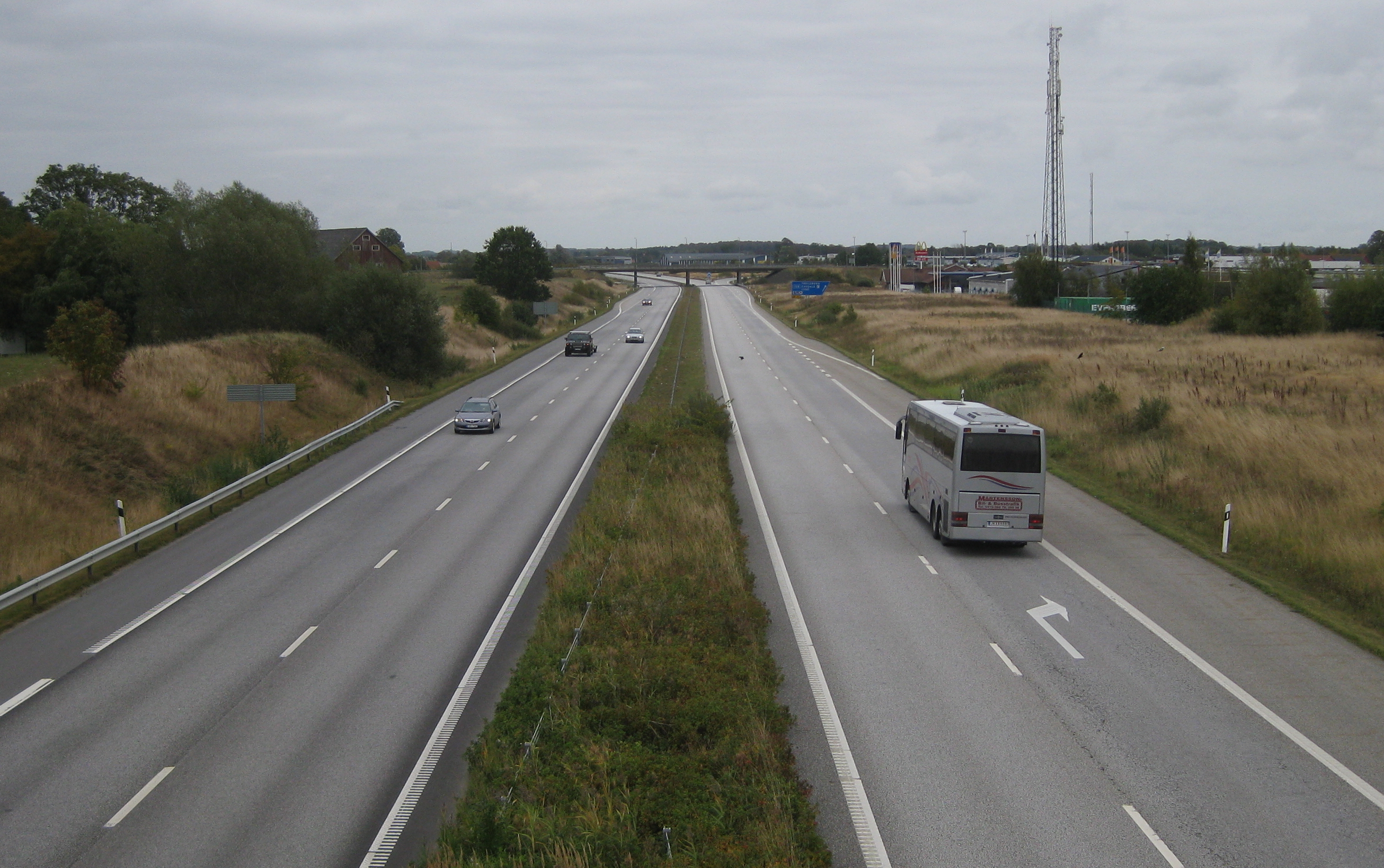
E65 vid Svedala.

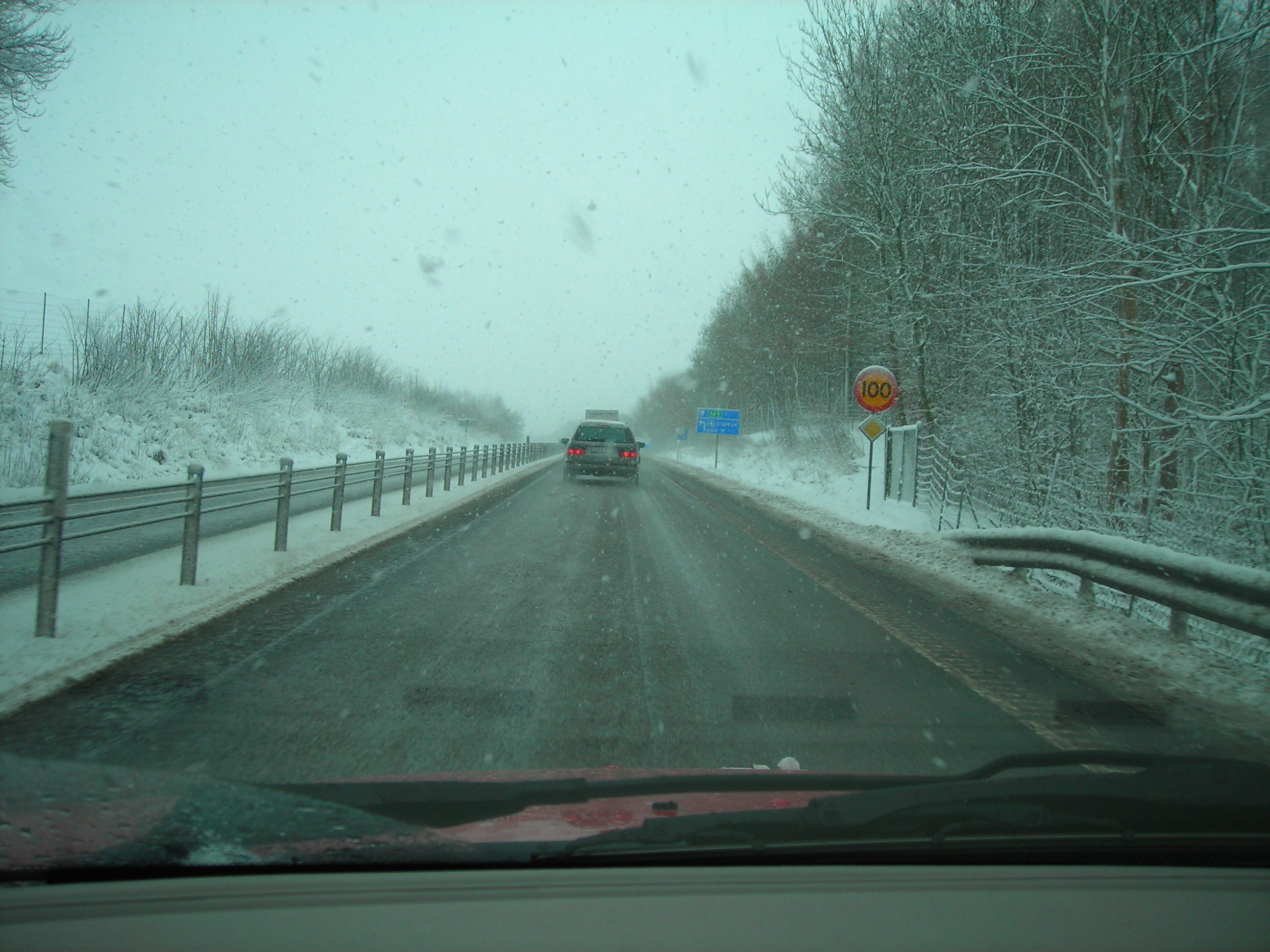
Nära rondellen mot Sturups flygplats (Malmö Airport).

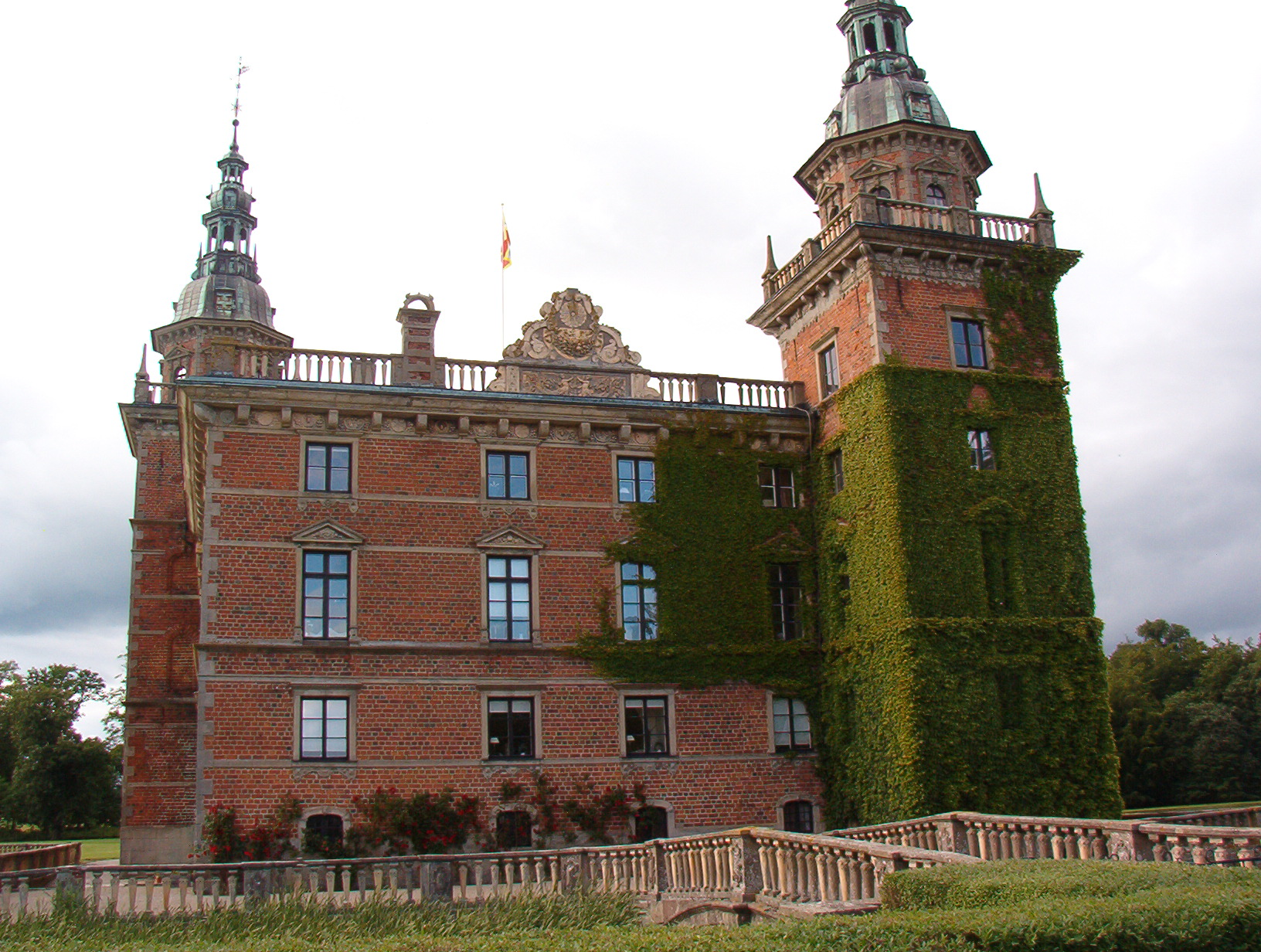
Marsvinsholms slott, syns på avstånd från vägen.

## Sträckning
Den svenska delen av E65 är motorväg de första 16 km. Motorvägen börjar i Malmö vid trafikplats Hindby. Efter att ha passerat trafikplatserna vid Jägersro, Yttre Ringvägen och avfarten till Oxie är man ute ur Malmö och motorvägen domineras av öppet jordbrukslandskap. Efter att avfarterna till Svedala passerats börjar landskapet bli mer skogigt och kuperat än tidigare och vid Tittente upphör motorvägen.
Sedan blir vägen en kort sträcka mötesfri motortrafikled fram till en rondell med avtagsväg mot Malmö-Sturups flygplats. Efter det blir det mötesfri 1+1 väg fram till Börringe. Det finns planer på en fortsättning av motorvägen 5 km till Börringe ett par kilometer efter att avfarten mot Sturup passerats, men dessa skjuts ständigt framåt. Enligt den nationella planen (som den var 2009) ska byggstart ske cirka 2018. Man byggde en rondell vid Sturup under hösten 2007 för att temporärt lösa situationen.
Från Börringe fortsätter vägen som smal 2+2-väg med vänstersvängfält och spansk sväng på sina håll. Detta har kritiserats av flera som menat att en motorväg hade varit att föredra, eller en fyrfältsväg med planskilda korsningar. Efter Skurup upphör 2+2-vägen ungefär samtidigt som de kuperade slätterna återkommer och vägen fortsätter som 2+1-väg till Ystad.  I Ystad följer E65 Dag Hammarskjölds väg (Ringleden fram till 2005) och Dragongatan runt Ystad ner till hamnen.
Några sevärdheter som passeras på den svenska delsträckan är:
- Lindholmens borgruin
- Svaneholms slott
- Johannamuseet
- Marsvinsholms slott
- Bjersjöholms slott

## Historia
Tidigare var huvudvägen mellan Malmö och Ystad den som idag är länsväg 101, vilken populärt kallas för "landsvägen" och som av dem som bor söder om den sägs dela Sverige i två lika goda hälfter. Den hette före 1962 väg nr 33. Det fanns före 1962 en väg nr 34 Malmö-Svedala-Skurup-Skivarp. Nr 33 var kortast. Vid riksvägsomläggningen 1962 tilldelades vägen Malmö-Svedala-Skurup-Skivarp-Ystad namnet riksväg 11, trots att den var längre än den andra vägen, som blev länsväg 101. Riksväg 11 blev Europaväg 14 under 1970-talet, då ny väg byggts en stor del av sträckan Skurup-Ystad.. År 1992 omnumrerades de flesta europavägar i Sverige, sju år efter andra länder, och E14 blev E65.
Vägen är byggd under senare delen av 1900-talet. Omkring 1970-1973 byggdes motorväg Malmö-Oxie och motortrafikled Oxie-öster om Svedala. Denna motortrafikled byggdes om till motorväg 1994-1995. Merparten av landsvägssträckan Svedala-Skurup breddades under 1960- eller tidiga 70-talet i samma sträckning som förr till en 13-metersväg. Sträckan Skurup-Ystad nybyggdes i början av 1970-talet, färdig 1972. Bortsett från motorvägen Malmö-Oxie var vägen en 13-meters bred väg fram till 1990-talet. Efter en serie olyckor mellan Börringe och Skurup i slutet av 1990-talet tog Vägverket beslut om att bygga om vägen från motorvägens slut till Ystad och förse den med mitträcke som 2+1 eller 2+2-vägar. 
E65, då under namnet E14, byggdes dels för att försörja den nyanlagda Sturups flygplats, dels för att förkorta vägen Malmö-Ystad inför europavägsuppgraderingen, och dels för att ge tätorter som uppkommit under 1800-talet som Skurup och Rydsgård bättre vägförbindelser. Dessa orter ligger längs järnvägen Malmö–Ystad, och E65 löper under nästan hela sin sträckning omkring 5 kilometer från järnvägen.
Den 19 oktober 2004 omkom fem personer, tre vuxna och två barn, på vägen mellan Oxie och Svedala efter frontalkrock med en berusad ungersk långtradarförare som kört in på fel sida av motorvägen.

## Vägstandard
| Delsträcka                  | Delsträcka                  | Avstånd | Hastighet | Vägstandard                                |
| --------------------------- | --------------------------- | ------- | --------- | ------------------------------------------ |
| Malmö Trafikplats Hindby    | Svedala Tittente            | 16 km   |           | Motorväg (2+2)                             |
| Svedala Tittente            | Perstorp                    | 2 km    |           | Motortrafikled (2+1)                       |
| Perstorp                    | Skurup Trafikplats Skurup   | 12 km   |           | 2+2-väg 70-80 km/h genom vissa korsningar. |
| Skurup Trafikplats Skurup   | Ystad Malmörondellen        | 20 km   |           | 2+1-väg 70-80 km/h genom vissa korsningar. |
| Ystad Malmörondellen        | Ystad Kristianstadrondellen | 3 km    |           | 1+1-väg                                    |
| Ystad Kristianstadrondellen | Ystad Färjeterminal         | 3 km    |           | Stadsgata.                                 |

## Planer
E65 mellan Svedala och Börringe (alltså fram till Sturupsavfarten) ska byggas om till motorväg. Planerad byggstart 2024.

## Trafikplatser och korsningar
|                        | Nr | Namn                       | Skyltning                               |
| ---------------------- | -- | -------------------------- | --------------------------------------- |
| Motorväg Malmö-Svedala |    |                            |                                         |
|                        |    | Trafikplats Hindby         | Malmö Centrum, Inre Ringvägen           |
|                        |    | Trafikplats Jägersro       | Anderslöv Ystad; Malmö: Fosie, Jägersro |
|                        | 14 | Trafikplats Fredriksberg   | Göteborg, Köpenhamn, Kalmar, Trelleborg |
|                        | 13 | Trafikplats Oxie           | Oxie                                    |
|                        | 12 | Trafikplats Svedala Västra | Svedala V (endast till/från väster)     |
|                        | 11 | Trafikplats Svedala        | Svedala, Lund, Trelleborg               |
| Landsväg Svedala-Ystad |    |                            |                                         |
|                        |    |                            | Sturup                                  |
|                        |    | Trafikplats Skurup         | Skurup                                  |
|                        |    | Trafikplats Sandåkra       | Veberöd; Skurup                         |
|                        |    | Trafikplats Rynge          | Rynge                                   |
|                        |    |                            | Trelleborg; Ystad C (E65 svänger)       |
|                        |    |                            | Höör Sjöbo                              |
|                        |    |                            | Kristianstad                            |
|                        |    |                            | Simrishamn; Ystad C                     |
|                        |    | Färja                      | Färja till/från Świnoujście             |
|                        |    | Riksgräns                  | Sverige - Polen                         |

E65 korsar en järnväg i Sverige, Österlenbanan, med en plankorsning, och dessutom ett industrispår i Ystads hamn, också i plan.